# Serie 9600 de CP
La serie 9600 es un tipo de automotor al servicio de la empresa pública que gestiona el transporte ferroviario en Portugal - CP (Comboios de Portugal).

## Historia
Fabricadas por la casa Alsthom, fueron entregadas entre 1976 y 1977, recibiendo los números de serie 9601 a 9622 por la empresa Caminhos de Ferro Portugueses. Fueron introducidas en las Líneas de Guimarães y de Porto a Póvoa y Famalicão, para sustituir las composiciones de locomotoras a vapor y vagones.
Aunque conseguían alcanzar una velocidad máxima de 90 km/h, no pudieron alcanzar estos valores al principio, debido a la edad y características de los carriles. En 1985, eran consideradas modernas y confortables.
Estuvieron en uso hasta 2002, cuando la red que servía fue integrada (parcialmente) en el Metro de Porto. Permanecieron después estacionadas sin utilización en el depósito de Guifões, no siendo aprovechadas en el resto de red métrica; fueron finalmente vendidas a operadores extranjeros — cinco unidades a Camerún y diecisiete a Argentina.

## Ficha técnica
Servicios: Suburbano
Partes Mecánicas (fabricante): Alstom
Ano de Entrada en servicio: 1976/77
Velocidad Máxima: 90 km/h
Motores de Tracción (fabricante): S. F. A. C.
Potencia (ruedas): 281 kW (383 Cv)
Ancho de Vía: 1000 mm
Disposición de ejes: Bó 2´+2´2´
Transmisión (fabricante): Alstom
Transmisión (tipo): Eléctrica
Freno (fabricante): Wabco
Diámetro de ruedas (nuevas): 880 mm
Número de cabinas de conducción: 2
Freno neumático: Aire comprimido PBA 2
Areneros (número): 4
Sistema de hombre muerto: Davies & Metcalfe
Comando en unidades múltiples: Hasta 3 unidades
Lubrificantes de Carril (fabricante): Lubrovia
Registrador de velocidad (fabricante): Hasler
Esfuerzo de tracción:
- En el arranque: 3400 kg
- En Régimen Continuo: 2850 kg
- Esfuerzo de tracción a la velocidad máxima: 570 kg

Pesos (vacío) (T):
- Motor diésel: 3,26
- Alternador: 2,00
- Motor de Tracción: 1,75
- Bogies completos: Motor: 8,69; libre: 3,93

Pesos (aprovisionamientos) (T):
- Combustible: 0,417
- Aceite del diesel: 0,050
- Agua de refrigeración: 0,195
- Arena: 0,180
- Personal y herramientas: 0,200

- Total: 1,042

Pesos (motor) (T):
- Peso en Tara: 37330
- Peso en orden de marcha: 38720
- En Carga Normal: 44160
- En Carga Máxima: 48000

Pesos (remolque) (T):
- Peso en Tara: 25105
- Peso en orden de marcha: 25640
- En Carga Normal: 31160
- En Carga Máxima: 35000

Pesos (total) (T):
- Peso en Tara: 62435
- Peso en orden de marcha: 64360
- En Carga Normal: 75320
- En Carga Máxima: 83000

Motor diesel de tracción:
- Cantidad: 1
- Tipo: S.D.H.R.1
- Número de tiempos: 4
- Disposición y número de cilindros: 6 HL
- Diámetro y curso: 175 x 200 mm
- Cilindrada total: 28,862
- Sobrealimentación: si
- Potencia nominal (U. I. C.): 550 Cv
- Velocidad nominal: 1500 rpm
- Potencia de utilización: 525 Cv

Transmisión de movimiento:
- Tipo: 1 - Alternador AT.67.35.4; 2 - Motores de tracción TA 671
- Características esenciales: Suspensión por el morro; Ventilación Forzada; Relación de Engranajes 71:16

Equipamiento de aporte eléctrico:
- Constructor: Motor: Alstom; remolque: Air Industrie
- Características esenciales: Quemador de gasóleo; Aire caliente pulsado